# Radical 199
Le radical 199, qui signifie le blé, est un des 6 des 214 radicaux chinois répertoriés dans le dictionnaire de Kangxi composés de onze traits.
Le caractère Unicode de 麥 est 9EA5.

## Caractères avec le radical 199
| nombre de traits          | caractères     |
| ------------------------- | -------------- |
| Sans trait supplémentaire | 麥 麦          |
| 3 traits supplémentaires  | 麧             |
| 4 traits supplémentaires  | 麨 麩 麪 麫 麸 |
| 5 traits supplémentaires  | 麬 麭 麮       |
| 6 traits supplémentaires  | 麯 麰          |
| 7 traits supplémentaires  | 麱 麲          |
| 8 traits supplémentaires  | 麳 麴 麹 麺    |
| 9 traits supplémentaires  | 麵             |
| 11 traits supplémentaires | 麶             |
| 18 traits supplémentaires | 麷             |